# 米屋純
米屋 純（よねや じゅん、1973年4月10日 - ）は、日本の女性歌手。

## ディスコグラフィー

### シングル
1. とりかえしのつかない二人　（1994年03月21日）
  - 作詞：枡野浩一／作曲：阿部由美子／編曲：荒木佳奈美
  - 1994年3月JAPANESE DREAMグランプリ
2. 満月　（1994年10月21日）
  - 作詞：Chacuran／作曲：内田勉
3. 星座の屋根の下で　（1995年8月19日）
  - テレビアニメ『十二戦支 爆烈エトレンジャー』エンディングテーマ
4. どうして空を見るんだろう　（1996年2月21日）
5. 水色時代
  - 作詞・作曲・編曲：尾崎亜美（1996年5月21日）
  - テレビアニメ『水色時代』オープニングテーマ
6. 泣いても地球は廻ってる
  - 作詞：原真弓／作曲：羽場仁志／編曲：坂本昌之（1996年11月1日）
  - テレビ東京系列『旅列島!夢ある街へ』エンディングテーマ
7. 気持ちを離さないで
  - 作詞・作曲：タケカワユキヒデ（1997年7月19日）
8. 夢のいる場所
  - 作詞:許瑛子／作曲:石川寛門／編曲:京田誠一（1998年5月21日）
  - テレビアニメ『ビーストウォーズII 超生命体トランスフォーマー』エンディングテーマ

### オリジナルアルバム
1. 悲しみのよけ方　（1994年6月21日）
2. spiritual renaissance （1994年11月21日）
3. あの日のように空が咲く　（1996年3月20日）